# Irena Cristalis

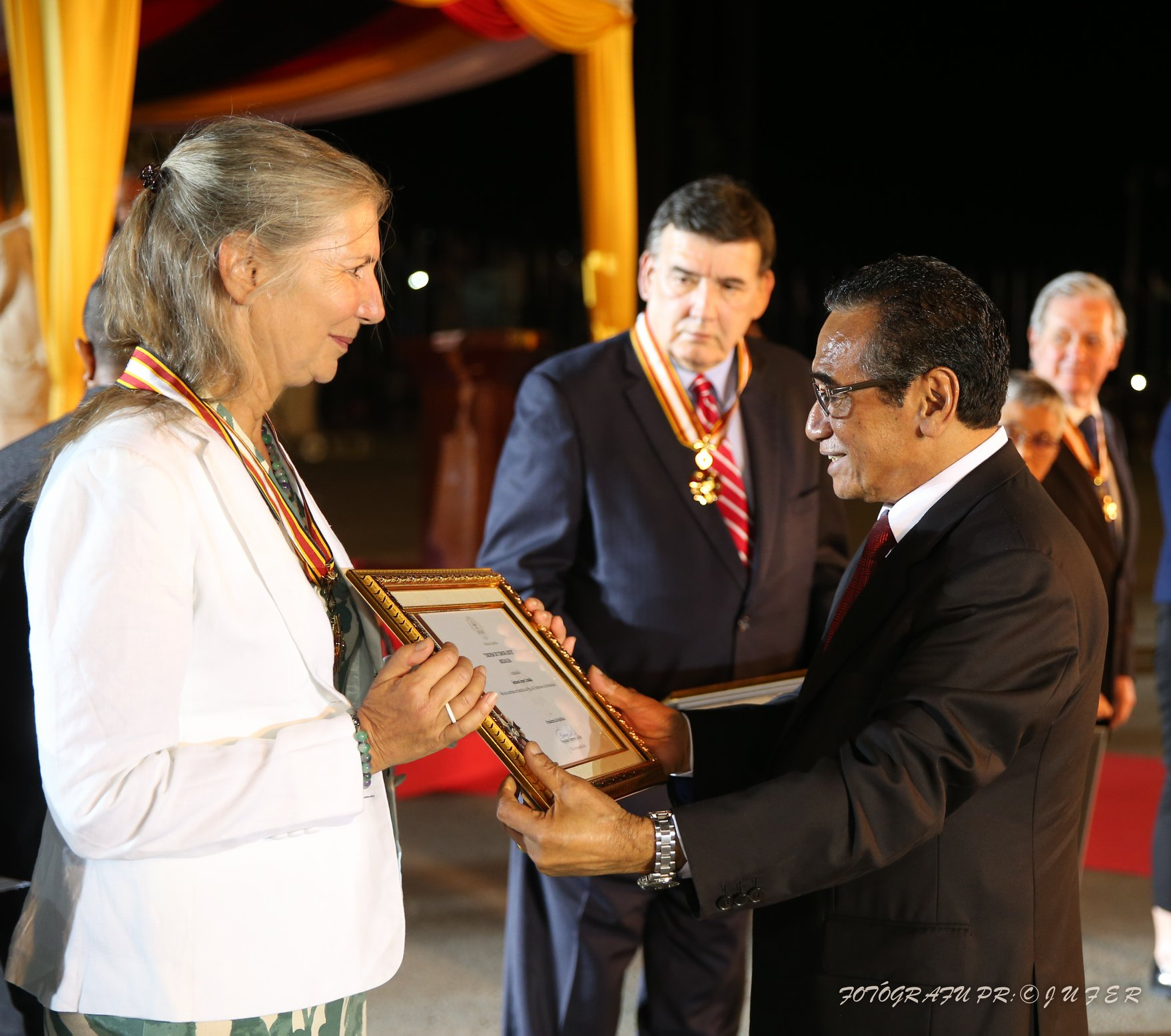
Irena Cristalis bekommt den Ordem de Timor-Leste von Francisco Guterres bei den Feierlichkeiten zum zwanzigsten Jubiläum des Unabhängigkeitsreferendums.

Irena Cristalis (* 1959) ist eine niederländische Journalistin und Fotografin.
Seit Mitte der 1980er-Jahre arbeitet sie in Asien. Von Mitte der 1990er-Jahre berichtete sie für internationale Medien, wie die BBC, The Economist und Radio Niederlande aus dem von Indonesien besetzten und seit 2002 unabhängigen Osttimor. 2007 lebte sie im indischen Neu-Delhi.
Am 30. August 2019 zeichnete Francisco Guterres, der Präsident des inzwischen unabhängigen Osttimors Irena Cristalis mit der Medaille des Ordem de Timor-Leste aus.

## Veröffentlichungen
- Bitter dawn : East Timor, a people's story, 2002.
- Independent women : the story of women's activism in East Timor, 2005, zusammen mit Catherine Scott und Ximena Andrade.
- Perempuan merdeka : kisah aktivisme kaum perempuan di Timor Leste, 2007.
- East Timor – A Nation's Bitter Dawn, 2009, ISBN 9781848130135.
- Feast! : stories on food and love, 2019, zusammen mit Swee Fong Wong u. a.